# Bitka kod rta Eknoma
Bitka kod rta Eknoma, (Starogrčki: "Ἔκνομος") koja se odigrala 256. godine pr. Kr. u južnoj Siciliji između Rima i Kartage, smatra se najvećom pomorskom bitkom antičkog doba, i jednom od najvećih u povjesti. To je također bila najznačajnija bitka prvog punskog rata koje je trajao 264. – 241. godine pr. Kr. u kojoj je Kartaga doživjela katastrofalan poraz i bila primorana platiti svu štetu Rimljanima.

## Vanjske poveznice
- mr.sc. Vladimir Posavec, Bitka kod Eknoma – najveća pomorska bitka antike  Arhivirana inačica izvorne stranice od 5. svibnja 2012. (Wayback Machine), Hrvatski povijesni portal, 29. travnja 2012.